# Belonophora
Belonophora là một chi thực vật có hoa trong họ Thiến thảo (Rubiaceae).

## Loài
Chi Belonophora gồm các loài: